# Adeiny Hechavarria
Adeiny Hechavarria Barrera (né le 15 avril 1989 à Santiago de Cuba, Cuba) est un joueur d'arrêt-court des Rays de Tampa Bay de la Ligue majeure de baseball.

## Carrière

### Blue Jays de Toronto
Adeiny Hechavarria signe son premier contrat professionnel en 2010 avec les Blue Jays de Toronto. Dès 2011, il évolue au niveau AAA des ligues mineures avec Las Vegas.
Hechavarria fait ses débuts dans le baseball majeur le 4 août 2012. Joueur d'arrêt-court dans les mineures, il évolue au troisième but pour Toronto en l'absence de Brett Lawrie, blessé. Il frappe son premier coup sûr dans les majeures le 7 août contre le lanceur James Shields des Rays de Tampa Bay. Son premier coup de circuit est frappé le 28 août contre le lanceur Phil Hughes des Yankees de New York. Il réussit deux circuits, récolte 15 points produits en 41 matchs et frappe pour ,254 de moyenne au bâton avec Toronto.

### Marlins de Miami
Adeiny Hechavarria passe aux Marlins de Miami dans la méga-transaction à 12 joueurs avec les Blue Jays le 19 novembre 2012. L'arrêt-court Yunel Escobar, le voltigeur Jake Marisnick, le receveur Jeff Mathis, les lanceurs droitiers Henderson Álvarez et Anthony DeSclafani et le lanceur gaucher Justin Nicolino sont cédés aux Marlins contre le lanceur droitier Josh Johnson, l'arrêt-court José Reyes, le lanceur gaucher Mark Buerhle, le receveur John Buck et le joueur d'utilité Emilio Bonifacio.

### Rays de Tampa Bay
Le 26 juin 2017, les Marlins échangent Hechavarria aux Rays de Tampa Bay en retour de deux joueurs des ligues mineures, le voltigeur Braxton Lee et le lanceur droitier Ethan Clark.